# Euterpocken des Rindes
Die Euterpocken des Rindes (auch Pseudokuhpocken, falsche Kuhpocken) sind eine virusbedingte Hautinfektion der Rinder. Besondere Bedeutung besitzen sie als Zoonose, da sie beim Menschen die sogenannten Melkerknoten, ebenfalls eine Hautinfektion, verursachen. Die Euterpocken des Rindes sind daher in Deutschland eine meldepflichtige Tierseuche.

## Ursache und Epidemiologie
Der Erreger der Euterpocken ist das Pseudocowpox virus (veraltet auch Paravaccinia virus, Melkerknotenvirus, Milker’s nodule virus, Parapoxvirus bovis 2) aus der Gattung Parapoxvirus in der Unterfamilie Chordopoxvirinae der Familie der Pockenviren (Poxviridae).
Die Virusteilchen (Virionen) sind ovoid, d. h. zylindrisch und mit konvexen Enden bei Abmessungen von 140 × 310 nm (Durchmesser × Länge).
Sie gelangen meist durch einen Zukauf erkrankter Tiere in einen Bestand und werden beim Melkvorgang übertragen.
Eine Übertragung durch stechende Stallfliegen ist ebenfalls möglich.
Die Erkrankung breitet sich im Bestand langsam von Tier zu Tier aus.

## Symptome
Nach einer Inkubationszeit von sechs Tagen kommt es zu Ödem und Erythem an der Haut von Euter und Zitze. Innerhalb von 48 Stunden entwickeln sich dort unregelmäßige, gelbliche Papeln von unterschiedlicher Größe, welche bald unter Bildung von Schorf eintrocknen. Innerhalb von zwei bis vier Wochen erfolgt eine Heilung ohne Narbenbildung. Die Erkrankung verläuft mild und ohne Fieber.

## Diagnose
Das Virus lässt sich im Elektronenmikroskop und mittels ELISA identifizieren. Differentialdiagnostisch sind z. B. Maul- und Klauenseuche und echte Kuhpocken zu berücksichtigen.

## Therapie
Eine spezifische Therapie ist nicht möglich. Die symptomatische Behandlung erfolgt durch gute Euterpflege sowie Hygienemaßnahmen. Die Verwendung antibiotikahaltiger Salben kann Sekundärinfektionen verhindern. Nach dem Melken jeder Kuh sind die Hände zu waschen und ebenso wie die Melkanlage zu desinfizieren. Die lokale zelluläre Immunität, welche nach der Genesung besteht, hält nur für kurze Zeit an. Spezifische Impfstoffe sind nicht vorhanden.